# Yvonne Ridley
Pour les articles homonymes, voir Ridley.
Yvonne Ridley (née le 23 avril 1958) est une journaliste britannique. Employée initialement par la BBC pour couvrir la guerre en Afghanistan, Yvonne Ridley est capturée[Quand ?] par les talibans, puis libérée le 8 octobre 2001. Elle s'est convertie à l'islam en juillet 2003. Embauchée alors par la chaîne Al Jazeera, elle en fut licenciée à la suite de sa prise de position sur la liberté de parole des journalistes, à la suite de quoi elle fit un procès à cette chaîne et obtint 100 000 riyals qataris de dédommagement (environ 15 000 euros à l'époque). Elle porta plainte aussi contre son précédent employeur, The Islam Channel, chez lequel elle affirme avoir été victime de discriminations.

## Publications
- (en) In the hands of the talibans, 2001 (ISBN 9781861054951)
- (en) Torture - Does it Work ?, 2016 (ISBN 978-1782668305)
- (en) The Caledonians, 2020 (ISBN 978-1528926669)